# Bolitoglossa kaqchikelorum
Espèce
Bolitoglossa kaqchikelorum est une espèce d'urodèles de la famille des Plethodontidae.

## Répartition
Cette espèce est endémique du Guatemala. Elle se rencontre dans les départements d'Escuintla, de Guatemala et de Sacatepéquez de 1 690 à 1 850 m d'altitude dans la Sierra Madre de Chiapas.

## Description
La femelle holotype mesure 94,3 mm dont 41,0 mm pour la queue et les quatre adultes observés lors de la description originale mesurent en moyenne 79,38 mm dont 34,50 mm pour la queue.

## Étymologie
Cette espèce est nommée en l'honneur des Kaqchikel.

## Publication originale
- Campbell, Smith, Streicher, Acevedo & Brodie, 2010 : New salamanders (Caudata: Plethodontidae) from Guatemala, with miscellaneous notes on known species. Miscellaneous Publications Museum of Zoology University of Michigan, no 200, p. 1-66.